# Kampylaster incurvatus
Kampylaster incurvatus is een zeester uit de familie Asterinidae.
De wetenschappelijke naam van de soort werd in 1920 gepubliceerd door René Koehler.